# Precario (album)
Precario è il sesto album dei Tinturia. Pubblicato nel 2014 dalla Musica & Suoni. Dall'album vengono estratti il singolo Precario e Così speciale.

## Tracce
1. Così speciale - 03:39
2. Isola - 03:40
3. Una vita normale - 04:17
4. Cercasi rivoluzione - 03:31
5. Precario - 03:08
6. Madre natura - 03:42
7. Mani all'aria - 03:51

## Formazione
- Lello Analfino: voce e diamonica
- Peppe Milia: chitarra elettrica ed acustica
- Domenico Cacciatore: basso
- Vincenzo Fontes: tastiere e synth
- Angelo Spataro: batteria